# Sound of Silence
För Simon & Garfunkel-låten, se The Sound of Silence.
Sound of Silence är en låt framförd av den australiska sångerskan Dami Im. Den var Australiens bidrag till Eurovision Song Contest 2016.

## Eurovision
Den 3 mars 2016 blev det klart att Dami Im skulle representera Australien vid Eurovision Song Contest 2016 i Stockholm. Hennes låt presenterades i och med släppet av "Sound of Silence" den 11 mars. Hon framförde bidraget i den andra semifinalen i Globen den 12 maj, som hon vann. I finalen blev hon 2:a.

## Komposition och utgivning
Låten är skriven av Anthony Egizii och David Musumeci, samt producerad av deras produktionsbolag DNA Songs. Duon låg även bakom Dami Ims debutsingel och hittills enda singeletta "Alive". Låten släpptes för digital nedladdning den 11 mars 2016 i två versioner, en kortare och en något längre. Samtidigt släpptes även en officiell musikvideo.
| ”                                   | Sound Of Silence is about feelings of nostalgia, distance and missing the one you love. It’s about how chasing your dreams can sweep you up in a wild rollercoaster ride and take you away from those closest to you. It explores the irony in how the ride can lose its lustre if you can’t share it with the person you love the most. | „ |
| – Anthony Egizii och David Musumeci | |   |

| ”         | There are many ways to interpret the meaning around a song, but one theme that I relate to in Sound of Silence is that of disconnection and being away from the people in my life that I love. We live in a world where it is easy to be connected every minute of the day but along with this connection you can feel alone and isolated. | „ |
| – Dami Im | |   |

## Spårlista
- Digital nedladdning[5]

1. "Sound of Silence" – 3:15

- Digital nedladdning[6]

1. "Sound of Silence" (Short Edit) – 3:04

## Listor
Låten har haft framgångar på listor, och den har ofta spelats på radio. Följande listpositioner har till exempel uppnåtts av låten:
- Australien (ARIA) 5:a
- Belgien (Ultratop Flanders) 10:a
- Finland (Finlands officiella lista) 11:a
- Sverige (Sverigetopplistan) 17:e